# ستيرلنج جيرينز
ستيرلنج جيرينز (بالإنجليزية: Sterling Jerins)‏ (من مواليد 15 يونيو 2004) هي ممثلة أمريكية، اشتهرت بلعبها ليلي باورز في مسلسل الخداع على شبكة إن بي سي، وكونستانس لين في حرب الزومبي العالمية، وجودي وارين في الشعوذة، و الشعوذة 2، و الشعوذة: الشيطان أجبرني على فعل ذلك، وليلى دوفرسن في المسلسل الكوميدي طلاق على إتش بي أو.